# Power (album Kansas)
Power – dziesiąty album studyjny zespołu Kansas, wydany w 1986. Jest pierwszym albumem po reaktywacji grupy, zasilonej przez amerykańskiego gitarzystę Steve'a Morse'a.

## Lista utworów
Album zawiera utwory:
1. Silhouettes In Disguise – 4:26
2. Power – 4:25
3. All I Wanted – 3:20
4. Secret Service – 4:42
5. We're Not Alone Anymore – 4:16
6. Musicatto – 3:30
7. Taking In The View – 3:06
8. Three Pretenders – 3:50
9. Tomb 19 – 3:46
10. Can't Cry Anymore – 4:01

## Skład zespołu
Twórcami albumu są:
- Steve Walsh – wokal
- Steve Morse – gitary
- Rich Williams – gitary
- Billy Greer – gitara basowa
- Phil Ehart – perkusja